# Висенте Лопез
Висенте Лопез (шп. Vicente López) је град у Аргентини у покрајини Буенос Ајрес. Према процени из 2005. у граду је живело 271.327 становника.

## Становништво
Према процени, у граду је 2005. живело 271.327 становника.
| 1980.   | 1991.   | 2001.   |
| ------- | ------- | ------- |
| 291.072 | 289.505 | 274.082 |